# Oostermeer Interglaciaal
| Indeling van het Pleistoceen                                                                                             | Indeling van het Pleistoceen | Indeling van het Pleistoceen | Indeling van het Pleistoceen | Indeling van het Pleistoceen | Indeling van het Pleistoceen |
| Internationaal | Internationaal               | Internationaal               | Noordwest-Europa             | Noordwest-Europa             | Noordwest-Europa             |
| Serie | Subserie                     | Etage                        | Super-etage                  | Etage                        | Tijd (Ma)                    |
| --- | ---------------------------- | ---------------------------- | ---------------------------- | ---------------------------- | ---------------------------- |
| Holoceen | Vroeg                        | Greenlandien                 | Holoceen                     | Holoceen                     | jonger                       |
| Pleistoceen | Laat                         | (onbenoemd)                  | (onbenoemd)                  | Weichselien                  | 0,116 - 0,0117               |
| Pleistoceen | Laat                         | (onbenoemd)                  | (onbenoemd)                  | Eemien                       | 0,126 - 0,116                |
| Pleistoceen | Midden                       | Chibaien                     | (onbenoemd)                  | Saalien                      | 0,238 - 0,126                |
| Pleistoceen | Midden                       | Chibaien                     | (onbenoemd)                  | Oostermeer                   | 0,243 - 0,238                |
| Pleistoceen | Midden                       | Chibaien                     | (onbenoemd)                  | (onbenoemd)                  | 0,324 - 0,243                |
| Pleistoceen | Midden                       | Chibaien                     | (onbenoemd)                  | Belvédère                    | 0,338 - 0,324                |
| Pleistoceen | Midden                       | Chibaien                     | (onbenoemd)                  | (onbenoemd)                  | 0,386 - 0,338                |
| Pleistoceen | Midden                       | Chibaien                     | (onbenoemd)                  | Holsteinien                  | 0,418 - 0,386                |
| Pleistoceen | Midden                       | Chibaien                     | (onbenoemd)                  | Elsterien                    | 0,465 - 0,418                |
| Pleistoceen | Midden                       | Chibaien                     | Cromerien                    | diverse etages               | 0,850 - 0,465                |
| Pleistoceen | Vroeg                        | Calabrien                    | Cromerien                    | diverse etages               | 0,850 - 0,465                |
| Pleistoceen | Vroeg                        | Calabrien                    | Bavelien                     | diverse etages               | 1,07 - 0,85                  |
| Pleistoceen | Vroeg                        | Calabrien                    | Menapien                     | diverse etages               | 1,20 - 1,07                  |
| Pleistoceen | Vroeg                        | Calabrien                    | Waalien                      | diverse etages               | 1,45 - 1,20                  |
| Pleistoceen | Vroeg                        | Calabrien                    | Eburonien                    | diverse etages               | 1,80 - 1,45                  |
| Pleistoceen | Vroeg                        | Gelasien                     | Tiglien                      | diverse etages               | 2,40 - 1,80                  |
| Pleistoceen | Vroeg                        | Gelasien                     | Pretiglien                   | diverse etages               | 2,58 - 2,40                  |
| Plioceen |                              | Piacenzien                   | Reuverien                    |                              | ouder                        |
| Tabel 1 - Indeling van het Pleistoceen Blauwe vakken: Glaciaal of Stadiaal - Roze vakken: Interglaciaal of Interstadiaal |                              |                              |                              |                              |                              |

Het geologisch tijdperk Oostermeer Interglaciaal is een etage van de serie Pleistoceen. Het Oostermeer Interglaciaal duurde van 243 tot 238 ka. Het werd voorafgegaan door een onbenoemd glaciaal en gevolgd door het Saalien. Het Oostermeer Interglaciaal is het jongste interglaciaal van het Midden Pleistoceen.

## Ontdekking en naamgeving
In Noord-Nederland zijn sinds de tweede helft van de twintigste eeuw in het jongste deel van de Formatie van Urk (ook wel Formatie van Urk-2) genoemd, afzettingen bekend waarin een arme mariene molluskenfauna werd aangetroffen die op 'interglaciale' omstandigheden wees. De fauna bevat slechts weinig soorten, de belangrijkste zijn: Ostrea edulis en Spisula subtruncata. Daarnaast treden af en toe Macoma balthica, Scrobicularia plana, Littorina littorea en Peringia ulvae op. In een aantal boringen werd ook op grond van palynologisch onderzoek duidelijk dat in deze afzettingen een interglaciaal aanwezig was. Het pollen gaf, zo min als de molluskenfauna's, uitsluitsel over de ouderdom van dit interglaciaal.
In een boring bij het dorp Zwartkruis in de provincie Friesland, Nederland (zie figuur met geologisch profiel door het tunneldal bij Noordbergum), werd zowel pollen- als molluskenonderzoek verricht. Op grond van de stratigrafische positie, namelijk onder de uit het Saalien daterende keileem en boven de potklei uit het Elsterien werd aangenomen dat het hier het Holsteinien betrof. Dit gebeurde op grond van de aanname dat tussen de glacialen Elsterien en Saalien slechts één interglaciaal aanwezig zou zijn (het Holsteinien). Gedurende de laatste twee decennia van de twintigste eeuw bleek dat dit een onjuiste aanname was: binnen dit tijdsbestek waren minimaal 2 en mogelijk 3 interglacialen aanwezig.
Uit onderzoek met behulp van ouderdomsbepalingen door aminozuurracemisatie aan de aanwezige mollusken is gebleken dat deze mariene afzetting niet uit het Holsteinien dateert, maar uit een veel jonger interglaciaal. Omdat het interglaciaal nog geen naam had, is het genoemd naar de boring waaruit bleek dat het om een zelfstandige nog onbenoemde stratigrafische eenheid ging, een boring in de omgeving van het dorp Oostermeer in de provincie Friesland. Boring Oostermeer is dus het stratotype van dit interglaciaal. De locatie ligt iets ten zuiden van het profiel door het tunneldal bij Noordbergum. De boring ligt in het tunneldal en eindigt enkele meters onder de top van de potklei. De overige lithologische opeenvolging is vrijwel gelijk aan die van boring Zwartkruis die in het centrum van hetzelfde tunneldal staat (zie figuur van het tunneldal bij Noordbergum).

## Correlatie
Uit aminozuurracemisatieonderzoek blijkt dat dit interglaciaal correleert met M.I.S. 7. Elders in Nederland zijn meer plekken waar afzettingen uit dit interglaciaal zijn aangetroffen. In een boring bij de Noorderhoeve in de Beemster (provincie Noord-Holland is een keileem aangetroffen waarop mariene afzettingen uit het Eemien liggen. De keileem zelf dateert uit het Saalien. Onder de keileem liggen fluviatiele zanden met een riviermolluskenfauna. Karakteristieke soorten zijn Borysthenia naticina, Pisidium clessini en Corbicula fluminalis auct. Ook hier wijst aminozuurracemisatieonderzoek op het Oostermeer Interglaciaal als ouderdom voor de fluviatiele fauna onder de keileem. In het gebied van de Gooise stuwwal bij Rhenen is in de voormalige zand- en grindgroeve 'Leccius de Ridder' (die inmiddels gesloten is) in de gestuwde afzettingen een molluskenfauna uit het Oostermeer Interglaciaal aanwezig. De begeleidende fossiele kleine zoogdierfauna is belangrijk omdat het evolutiestadium van Arvicola terrestris terrestris wijst op een ouderdom die ligt tussen het jongere Eemien en het oudere Belvédère Interglaciaal. De afzettingen zijn gestuwd door de gletsjers uit het Saalien.
In totaal is het Oostermeer Interglaciaal op een dertigtal plaatsen in Nederland aangetroffen.
Buiten Nederland kunnen de meeste locaties waar de afzettingen in M.I.S. 7 geplaatst zijn met het Oostermeer Interglaciaal gecorreleerd worden. Een belangrijke plaats in Noord-Duitsland is een groeve bij Wacken ten Noorden van Hamburg. Hier komen mariene en lacustriene afzettingen voor die beide met het Oostermeer Interglaciaal correleren.

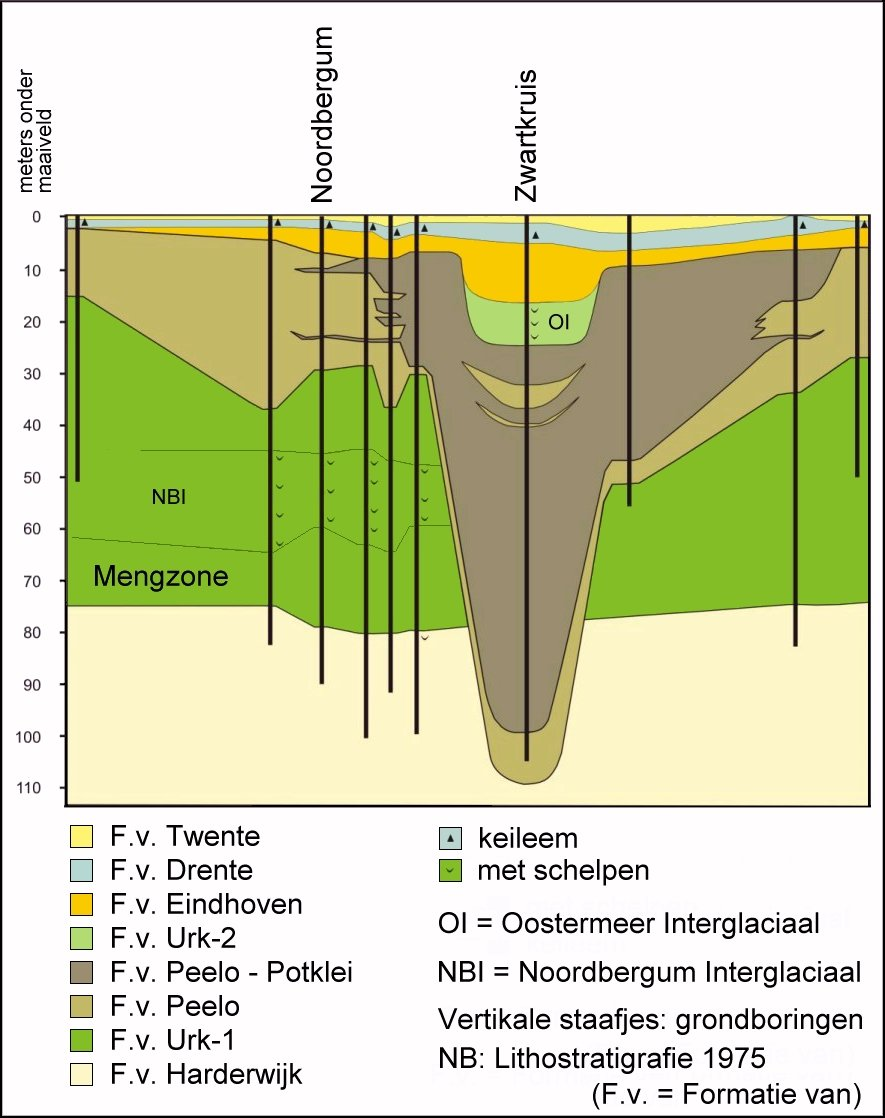
Geologisch profiel door het tunneldal bij Noordbergum
Let op: hier is de oude lithostratigrafie gebruikt